# Ferrovia dell'Arsenale
La ferrovia dell'Arsenale era una breve linea ferroviaria militare che collegava la stazione di La Spezia Centrale con l'Arsenale militare.

## Storia
La ferrovia dell'Arsenale fu costruita assieme allo stabilimento militare, nella seconda metà dell'Ottocento. Era costituita da un binario di collegamento (di cui un tratto è tuttora esistente) fra la stazione Centrale della Spezia e la Porta Ferrovia del complesso dell'Arsenale, in località Fabiano Basso.

## Caratteristiche

### Percorso
| Continuation backward |

| Station on track |

| Unknown route-map component "CONTgq" | Unknown route-map component "xABZgr" |  |

|  | Unknown route-map component "exABZg+l" | Unknown route-map component "exSTR+r" |

|  | Unknown route-map component "exKBHFe" | Unknown route-map component "exSTR" |

|  |  | Unknown route-map component "exHST" |

|  |  | Unknown route-map component "exCONTf" |

Il primo tratto del binario era in sede sopraelevata rispetto alla strada, poi percorreva una parte a raso con 2 passaggi a livello, di cui uno nel quartiere di Rebocco, successivamente ritornava ad essere sopraelevato e un con un viadotto superava l'ingresso al quartiere di Fabiano, poi declinava, e attraversava viale Fieschi per immettersi nello stabilimento militare.
All'interno dell'Arsenale, da Porta Ferrovia un troncone raggiungeva gli scali di Marola, un altro seguiva il perimetro delle mura con vari raccordi, attraversava il Canale Lagora e si immetteva sull'attuale passeggiata Morin proseguendo fino alla stazione di La Spezia Marittima.
Il tratto del binario di San Bartolomeo compreso tra l'Arsenale e il porto commerciale, che percorreva la Passeggiata Morin, venne demolito nella primavera del 1957; esso, all'altezza del molo dei battelli turistici, disponeva di un raddoppio utilizzato per la salita e la discesa degli operai, e dei loro familiari che potevano usufruire delle tradotte per recarsi agli stabilimenti balneari di Levante.

## Movimento
Si effettuavano due coppie di tradotte, con orario diversificato per operai e impiegati, divise in due sezioni, distintamente per Valdilocchi e per San Bartolomeo, che venivano separate all'andata e ricongiunte al ritorno al Bivio Pagliari; era normale l'effettuazione di più tradotte merci giornaliere. Cessata il 30 giugno 1967 ogni forma di trasporto di persone con gli appositi treni della Marina, venne smantellato anche il tratto di binario compreso tra la Capitaneria di Porto e l'ingresso Portarocca del porto; da questo punto il binario militare assunse (e ancora conserva) la funzione di fascio di manovra per i treni della stazione marittima.
Da una quindicina d'anni ormai il binario di San Bartolomeo è stato definitivamente dismesso nel tratto tra il gate portuale di Via Palmaria (Canaletto) e Porto Lotti (Pagliari) con la creazione di un percorso ciclopedonale (ancora in progetto nel tratto di Fossamastra), eliminando numerosi passaggi a livello.
L'altro binario della Marina, costituito dalla storica ferrovia dell'Arsenale che ha origine dalla stazione centrale (lato Genova), non è più attivo dal settembre 1979. Il primo tratto era utilizzato come binario tronco per il ricovero di treni in sosta fino al 2016, fino dietro all'edificio delle scuole magistrali; da lì in poi sul vecchio sedime è stata realizzata una pista ciclabile che congiunge il quartiere di Rebocco con quello di Fabiano Basso. Questo binario passava proprio dietro lo Stadio Alberto Picco, infatti la curva dei tifosi locali si chiama ancora oggi "Curva Ferrovia".
Ancora intorno alla metà degli anni sessanta la rete ferroviaria interna dell'Arsenale comprendeva almeno 55 scambi, 5 traversate e 14 piattaforme girevoli.

## Rotabili impiegati
- Locomotiva FS 835
- Locomotive FVS 1-3